# Jumbo (Baumarkt)
Jumbo ist eine Baumarktkette der Schweizer Coop-Genossenschaft mit 112 Filialen per Ende 2024.
Jumbo ist ein Zusammenschluss aus den zuletzt 40 Baumärkten der 1972 gegründeten Jumbo-Markt AG mit Sitz in Dietlikon, die Coop 2021 übernommen hat, und den 84 Filialen der ehemaligen Coop-Kette Coop Bau+Hobby, die 1982 gegründet wurde.

## Geschichte

### Jumbo-Markt

#### Grossmarkt

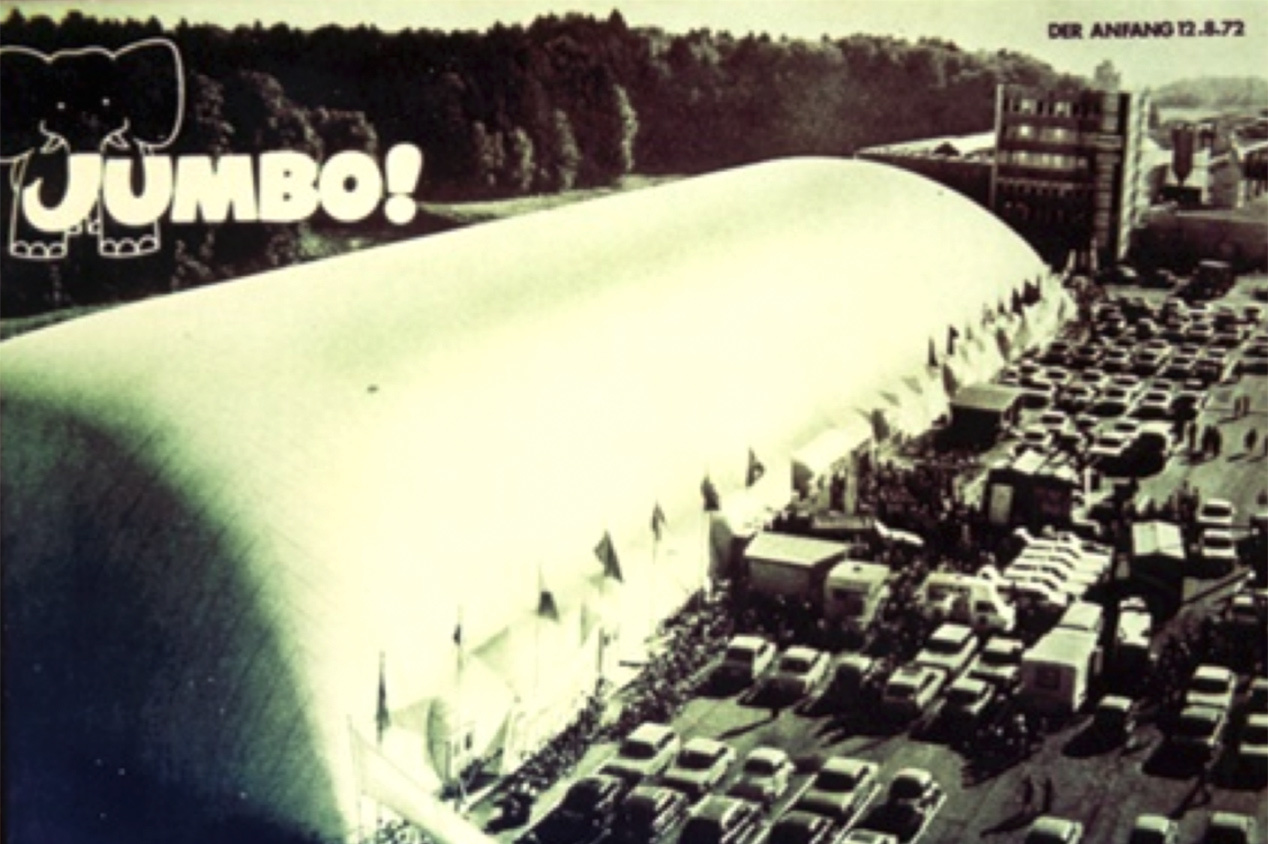
Eröffnung der ersten Filiale in Dietlikon, 1972

1972 begann der Waro-Gründer Hans-Rudolf Stahel eine neue Grossmarkt-Kette mit grossen Ladenflächen ausserhalb der Stadtzentren aufzubauen. Als Standort für den ersten Grossmarkt wählte Stahel das neu eingezonte Industriegebiet in Dietlikon. Die aufblasbare Hallenkonstruktion des Gebäudes ähnelte einem liegenden Mammut oder Elefanten – einem Jumbo. Daraus leitete sich schliesslich der Name des Unternehmens ab: «Mammut-Jumbo AG». Ein Herbststurm zerstörte die Halle. Als Verkaufsprovisorium mietete das Unternehmen ein Zirkuszelt. Es wurde schliesslich durch eine Stahlhalle ersetzt, der Name «Jumbo» blieb jedoch erhalten.

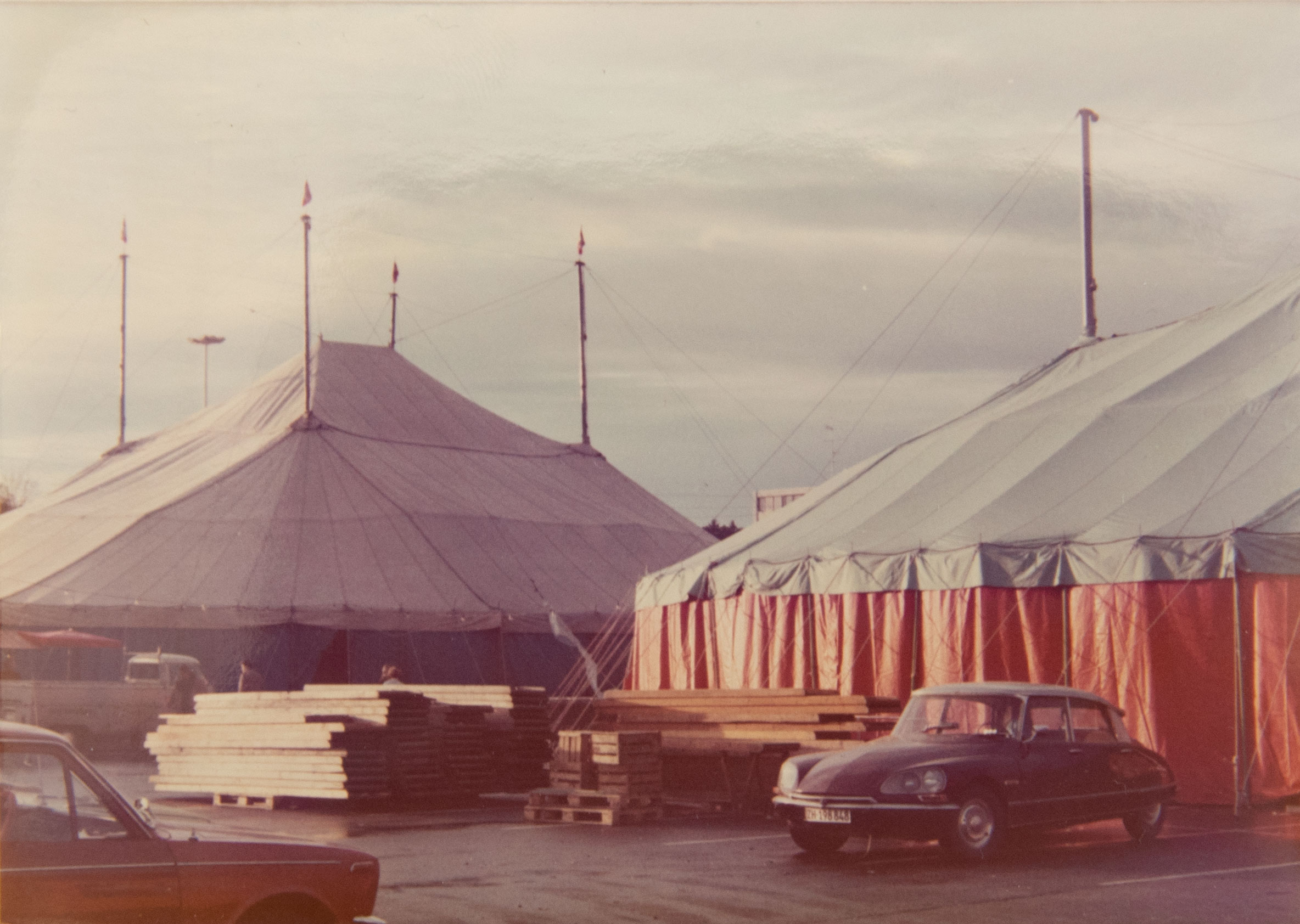
Das Zirkuszelt als Verkaufsprovisorium, 1974

1974 eröffnete der erste Jumbo-Grossmarkt unter dem neuen Eigentümer, der Maus Frères Holding. Das Produktsortiment umfasste Non-Food-Artikel und Lebensmittel. Bis Ende der 1990er-Jahre eröffnete Jumbo elf Grossmärkte.

#### Baumarkt
1982 eröffnete Jumbo in Bachenbülach den ersten ganz auf den Freizeit- und Hobbybedarf ausgerichteten Baumarkt. Bis Ende der 1990er-Jahre wurden insgesamt 34 Läden in allen Landesteilen der Schweiz geschaffen.

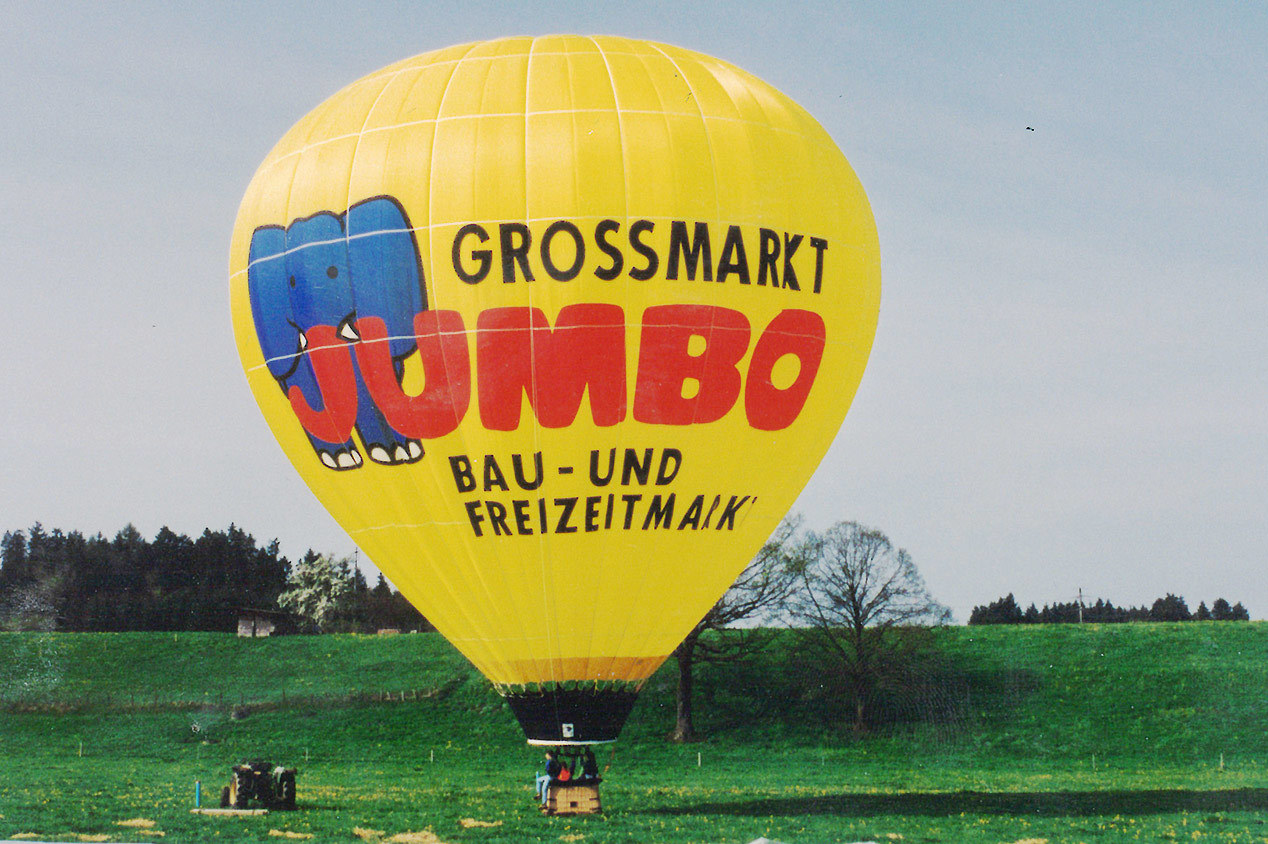
Jumbo-Heissluftballon, Mai 1995

Um auf Filialeröffnungen hinzuweisen und Aufmerksamkeit zu generieren, setzte Jumbo unter anderem auf einen markanten gelben Heissluft-Ballon. Diese spezielle Form der Werbung erregte damals grosses Aufsehen, und das Motiv des gelben Ballons erlangte schweizweit Bekanntheit.
Ab 2000 bildete die Maus Frères Holding mit dem französischen Detailhandelsunternehmen Carrefour eine strategische Allianz. Jumbo trennte das Grossmarkt- vom Baumarktgeschäft; die zehn Grossmärkte wurden zu Filialen von Carrefour Schweiz. Jumbo konzentrierte sich fortan auf Baumärkte.
2007 zog sich Carrefour aus der Schweiz zurück; in der Folge wurden die zwölf Grossmärkte, an denen Carrefour und Maus Frères je zur Hälfte beteiligt waren, an Coop verkauft.
Im Frühjahr 2018 wurde ein Online-Shop eröffnet.
Im letzten Geschäftsjahr 2020 betrieb Jumbo 40 Baumärkte in drei Grössenformaten: den Stadtfilialen «JUMBO compact», den Regelfilialen «JUMBO» (ohne Namenszusatz) sowie den Grossmärkten «JUMBO maximo». Letztere umfassten auf Verkaufsflächen bis zu 8000 m² das komplette Sortiment aus rund 65'000 Produkten; die 13 Maximo-Standorte befanden sich in Allmendingen, Arbon, Bachenbülach, Baden Dättwil, Biel, Bussigny, Conthey, Dietlikon, Emmen, Givisiez, Hinwil, Meyrin bei Genf und Montagny-près-Yverdon.

#### Übernahme durch Coop
Im April 2021 wurde bekannt, dass bei der Wettbewerbskommission ein Prüfungsantrag für die Übernahme von Jumbo durch Coop eingereicht wurde, die Übernahme wurde im August genehmigt.

### Coop Bau+Hobby
Coop eröffnete 1976 seinen ersten Heimwerkermarkt «Coop Heim + Hobby» in Bern Bethlehem, im Untergeschoss des Coop-Supermarkts. In den folgenden Jahren folgten Filialeröffnungen in Egerkingen, Oberwil BL, Matran, Dübendorf, Dietikon, Volketswil und Kaiseraugst, gefolgt vom ersten «Coop Blumencenter» in Pratteln im Jahr 1985.
Das Fachmarktkonzept wurde überarbeitet, der Heimwerkermarkt fortan möglichst mit dem Gartencenter kombiniert; der erste Standort unter der neuen Bezeichnung «Coop Bau+Hobby» (B+H) wurde 1995 in Rickenbach bei Wil eröffnet, in unmittelbarer Nachbarschaft zum Waro-Grossmarkt. Den ersten Onlineshop mit Abhol- und Lieferservice lancierte der Coop-Fachmarkt 2014. Der Standort in Rickenbach wurde als Flaggschiff-Filiale zwischen Juli 2017 und Ende April 2018 totalsaniert und um einen Neubau für die Fachmärkte Lumimart und Interdiscount ergänzt.
Anfang Juli 2020 wurde bekannt, dass aufgrund der starken Zunahme von Onlinebestellungen im Zuge der COVID-19-Pandemie der 1987 eröffnete B+H-Standort in Bülach «bis auf weiteres» geschlossen bleibt und als Logistikzentrum genutzt wird.
Coop betrieb zuletzt 84 Standorte der «Coop Bau+Hobby». 2022 wurden diese in Jumbo umbenannt.

### Jumbo seit 2022
Mit der Integration der Coop Bau+Hobby-Märkte ins Jumbo-Filialnetz kamen auch acht Maximo-Standorte in Castione, Kaiseraugst, Lyssach, Martigny, Rickenbach bei Wil, Rümlang, Volketswil und Würenlingen hinzu. 2023 fiel der Umsatz um 7,1 % auf rund 1,1 Milliarden Franken. Ende März 2025 verliess der Jumbo-Chef Andreas Siegmann das Unternehmen. Als interimistischer CEO wurde der Jumbo-Verkaufsleiter eingesetzt. Für die Nachfolge ab August 2025 wurde Stefano Alberucci genannt.

## Logos von Jumbo

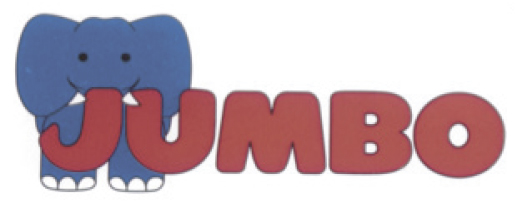
Logo 1972, zurückgeführt auf das Aussehen der ersten Filiale.
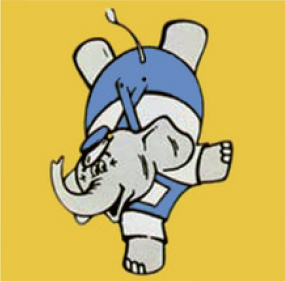
Logo-Variante
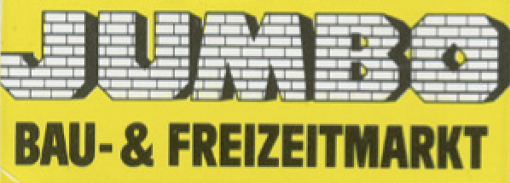
Logo 1982
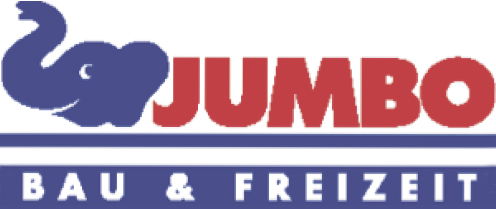
Logo 1997, blauer Elefant als Maskottchen.
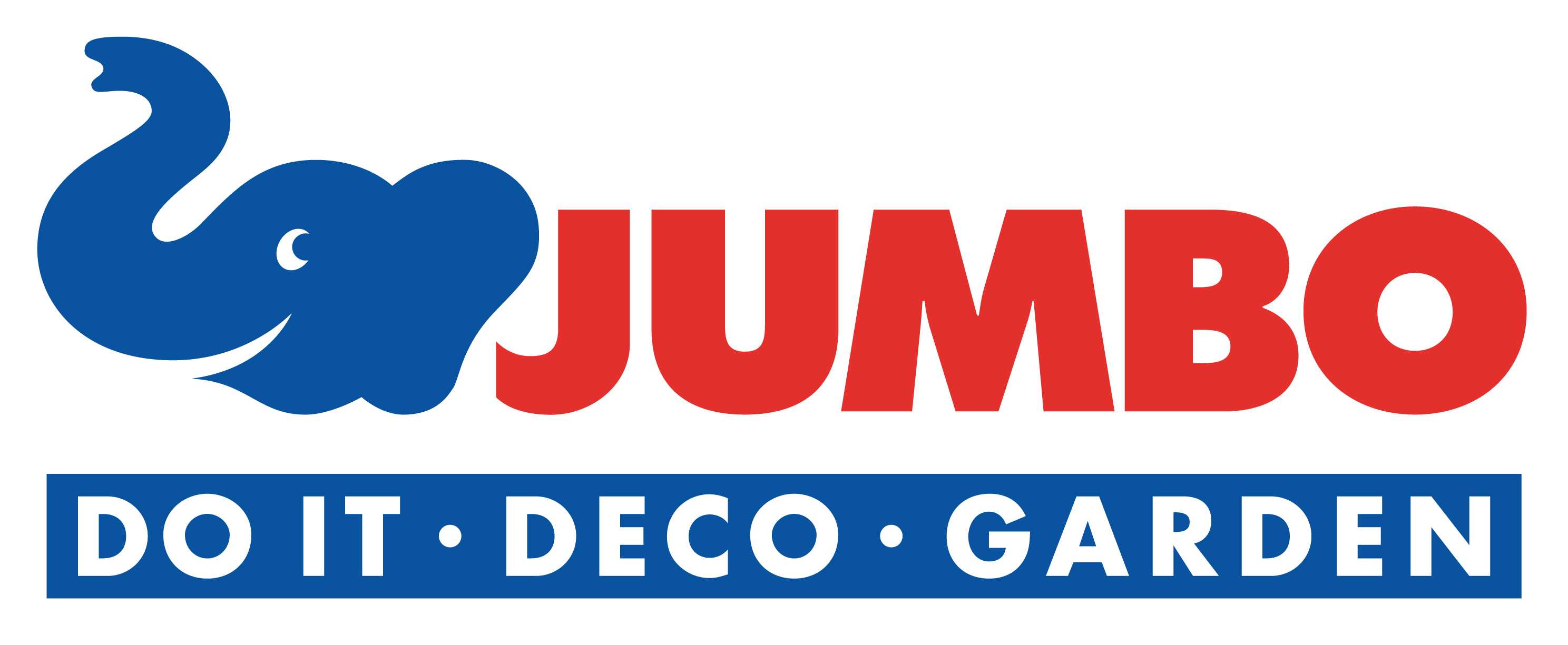
Logo bis 2021 mit aktualisiertem Untertitel «DO IT – DECO – GARDEN».